# Verzorgingsplaats Giovi
De Verzorgingsplaats Giovi is een verzorgingsplaats in Italië langs de A7 tussen Milaan en Genua.

## Geschiedenis
In 1935 werd de Camionale geopend, een autoweg over de Giovipas tussen de haven van Genua en de Po-vlakte. Door de twee brede rijbanen en vele bruggen bood de weg vooral vrachtauto's een verbeterde wegverbinding door de Apennijnen. In 1956 werd besloten tot de verlenging van de weg door de Po-Vlakte naar Milaan. In 1958 werd begonnen met de bouw van de verlenging en opende Pavesi, een keten van wegrestaurants, een vestiging langs de Camionale ter hoogte van Ronco Scrivia, onder de naam Giovi.

## Restaurant
Het restaurant werd ontworpen door Bianchetti de huisrachitect van Pavesi. Het ontwerp was een doorontwikkeling van het eerder gebouwde Villoresi in Lainate. Het geheel was geïnspireerd door het net ingeluidde ruimtevaarttijdperk en het ronde restaurant werd, net als Villoresi, opgetrokken onder een staalconstructie met bovenop een reusachtige reclame voor Pavesi. Het restaurant lag langs de rijbaan richting Genua en had een bescheiden parkeerterrein, langs de rijbaan naar het noorden werd ook een parkeerterrein gebouwd en bezoekers van het restaurant kunnen via een voetgangerstunnel naar de overkant van de weg. Tussen juni 1962 en 1965 werd de Camionale omgebouwd tot autosnelweg, hierbij werd de voetgangerstunnel verlengd. Beide parkeerplaatsen werden voorzien van tankstations, maar automobilisten naar het noorden moeten nog steeds door de tunnel om het restaurant te bereiken.
In 1974 kwamen de wegrestaurants in Italië in de rode cijfers en omdat sluiting geen optie was kocht de overheid ze op. De staatsholding IRI bracht in 1977 de drie ketens onder in de nieuwe keten Autogrill en de reclame van Pavesi werd vervangen door het logo van Autogrill. Autogrill werd in 1995 geprivatiseerd, het wegrestaurant werd in 2009 op de monumentenlijst gezet.